# Carinocuma birsteini
Carinocuma birsteini är en kräftdjursart som beskrevs av Mordukhai-Boltovskoi och Romanova 1973. Carinocuma birsteini ingår i släktet Carinocuma och familjen Pseudocumatidae. Inga underarter finns listade i Catalogue of Life.